# Anaplectoides phaeotaenia
Anaplectoides phaeotaenia là một loài bướm đêm trong họ Noctuidae.